# يوسوكي ميناغاوا
يوسوكي ميناغاوا (باليابانية: 皆川 佑介) (مواليد 9 أكتوبر 1991) هو لاعب كرة قدم ياباني يلعب حاليا لصالح سانفريس هيروشيما في الدوري الياباني الممتاز. يلعب مع منتخب اليابان لكرة القدم منذ عام 2014.

## وصلات خارجية
- يوسوكي ميناغاوا على موقع الاتحاد الدولي (مؤرشف)  (الإنجليزية)
- يوسوكي ميناغاوا على موقع رابطة كرة القدم اليابانية للمحترفين (اليابانية)
- يوسوكي ميناغاوا على موقع قاعدة بيانات كرة القدم.إي يو (الإنجليزية)
- يوسوكي ميناغاوا على موقع ناشيونال فوتبول تيمز (الإنجليزية)
- يوسوكي ميناغاوا على موقع Soccerway.com (الإنجليزية)
- يوسوكي ميناغاوا على موقع عالم كرة القدم.نت (الإنجليزية)
- يوسوكي ميناغاوا على موقع كووورة
- يوسوكي ميناغاوا على موقع AS.com (الإسبانية)
- National Football Teams
- Japan National Football Team Database